# Biserica de lemn din Lozna

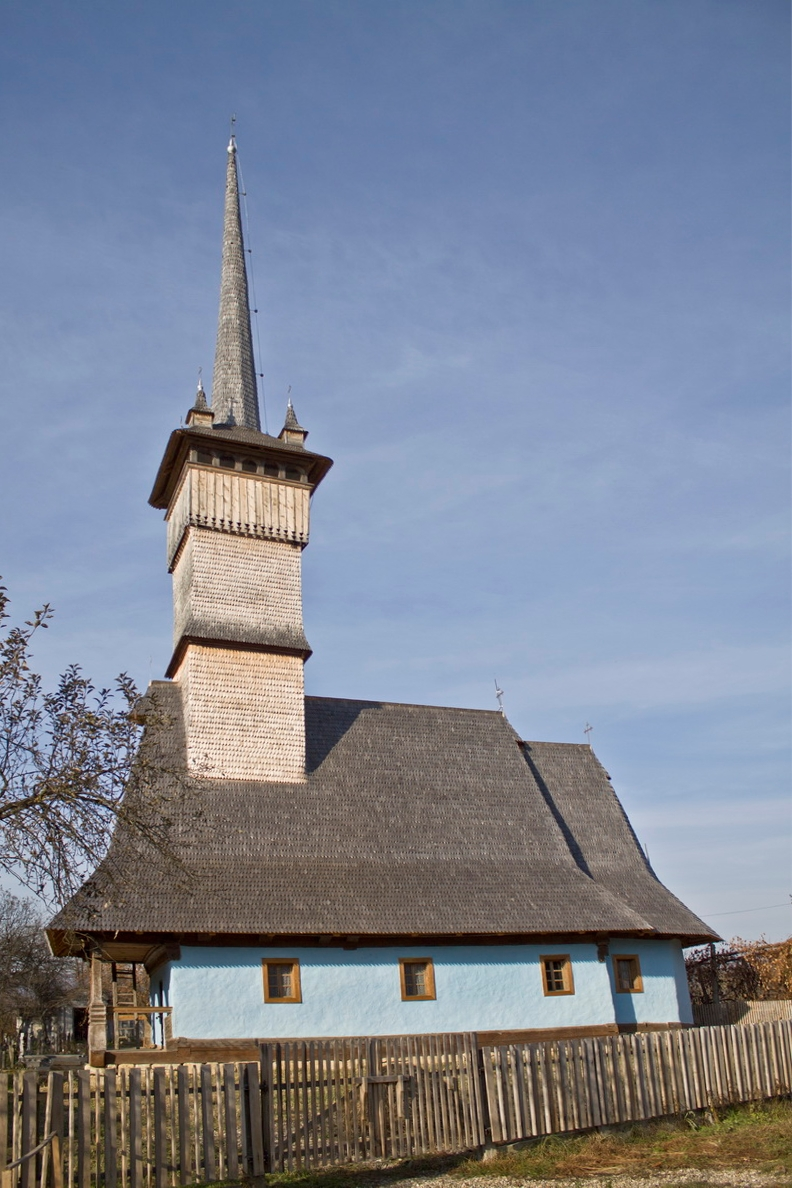
Biserica de lemn din Lozna. Foto: 2010

Harta Loznei. Amplasarea bisericii anterioare în cadrul satului la sfârșitul sec. al XVIII-lea

Harta localității Lozna. Amplasarea bisericii de lemn în cadrul satului la sfârșitul sec. al XIX-lea

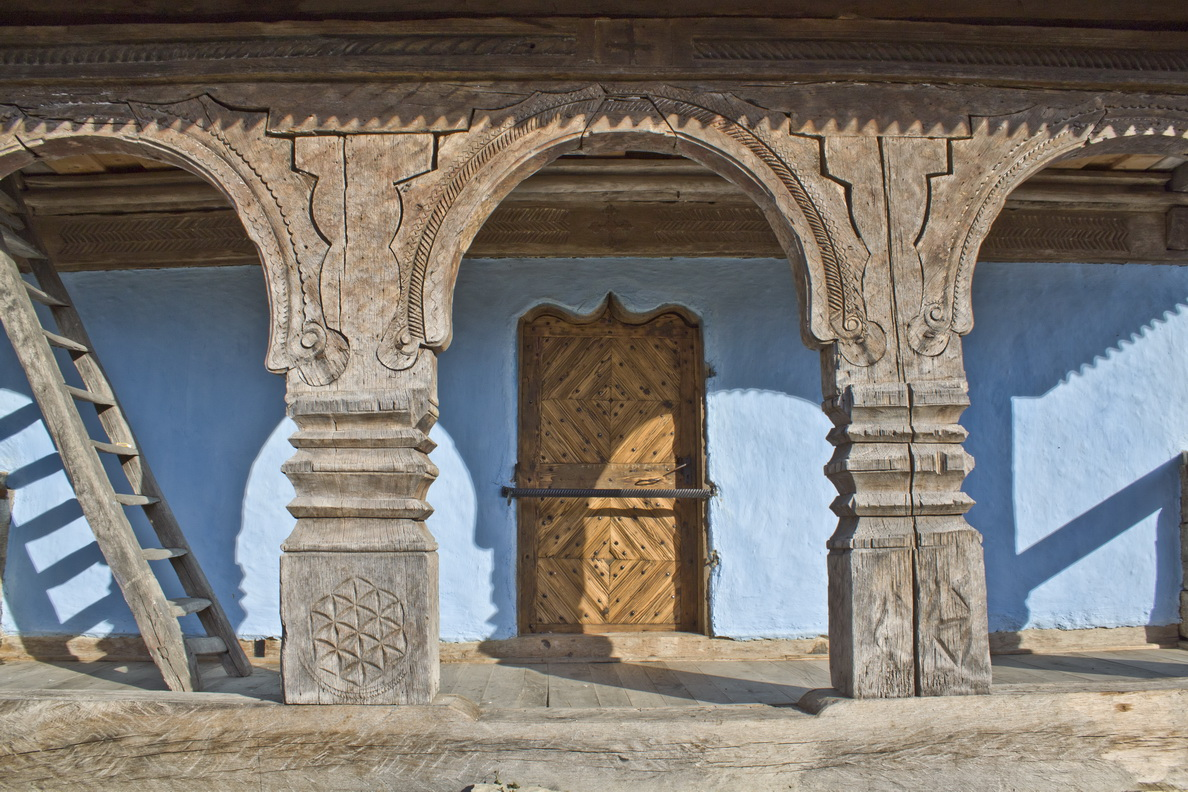
Fragment din pridvorul bisericii

Biserica de lemn din Lozna se află în localitatea omonimă din județul Sălaj și a fost ridicată în 1813, conform unei plăcuțe comemorative amplasată pe balustrada corului. Veche biserică greco-catolică, cu hramul "Sfântul Dumitru", se află pe noua listă a monumentelor istorice sub codul LMI:  SJ-II-m-B-05078.

## Istoric
Mergând pe drumul ce însoțește șerpuitoarea vale a Someșului, încă de departe poate fi remarcat turnul clopotniță al frumoasei bisericii de lemn din Lozna. A fost construită la începutul secolului al XIX-lea, momentul edificării fiind amintit prin placa amplasată pe balustrada corului, placă ce poartă următoarea inscripție în limba latină: "Aedificatum Hoc Templum Anno Domini 1813". Șematismele Episcopiei greco-catolice de Cluj-Gherla, în legătură cu această biserică, precizează faptul că a fost construită în anii 1812-1813, fiind renovată după aproape o sută de ani, mai exact în 1906. La data publicării șematismului greoco-catolic, starea bisericii era considerată a fi una "mijlocie". Din aceleași documente aflăm detalii despre istoria parohiei din Lozna. Astfel, comunitatea din Lozna a acceptat unirea cu Biserica Romei. încă din anul 1700, registrele matricole începând a fi ținute din anul 1824. Casa parohială, aflată la aproximativ 400 metri față de biserică, în anul 1947, era din lemn și avea trei camere, fiind construită în anul 1840. Parohia a fost vizitată canonic de către episcopul unit de Cluj-Gherla, dr. Iuliu Hossu, în data de 31 august 1926.
În toamna anului 1905, bisericuța a fost vizitată de istoricul Nicolae Iorga, care ne-a lăsat o primă descriere, cu o analiză critică și concisă a picturii, nu mult după săvârșirea ei. „Lozna are o bisericuță de lemn, care poate fi destul de veche, dar a fost stricată cu totul printr-o zugrăveală copilărească făcută de un meșter din Nicula. Bietul om, din cât se pricepea, a făcut sfinți noi, a tămânjit cum e mai rău pe cei vechi și a împodobit și păretele din afară cu un strașnic Sânt Ilie pe carul de foc. Astfel, această zugrăveală unică are interes întru aceia că arată care pot fi ideile despre artă ale unei minți simple pe care n'a înrâurit-o nici-o școală.”
În ultimii ani, biserica a beneficiat de lucrări de restaurare. Finalizate în anul 2009, acestea au făcut ca biserica să își recapete frumusețea de odinioară. În cadrul acestor lucrări, acoperișul de tablă a fost înlocuit cu unul de șiță, structura turnului supraînălțat a fost refăcută, tencuiala bisericii a fost reparată și zugrăvită într-o nuanță de albastru iar de pe stâlpii pridvorului a fost îndepărtat materialul care le acoperea frumoasele decorații sculptate. Biserica a fost sființită în data de 26 octombrie 2009, ocazie cu care localnicii au putut să viziteze interiorul vechii biserici după aproape douăzeci de ani, aceasta fiind închisă datorită stării proaste în care se afla.

## Trăsături
Biserica, prin dimensiunile pe care le are, comparativ cu alte biserici de lemn din zona Sălajului, poate fi considerată una de dimensiuni mijlocii spre mari. Planul bisericii este dreptunghiular, având în partea de răsărit o absidă decroșată, cu cinci laturi. În partea de vest, biserica are un pridvor cu patru stâlpi masivi decorați cu crestături și rozete. Consolele care leagă stâlpii pridvorului descriu un arc de cer, fiind împodobite cu o dungă decorativă ce urmărește curbura. Această dungă decorativă nu este simplă, fiind compusă din decorațiuni incizate sub formă de dinți de fierăstrău sau crestăruri diagonale, decorațiuni ce se termină sub forma unor spirale. Un element decorativ deosebit apare la baza stâlpului dinspre latura de sud a biserici. Spre deosebire de ceilalți trei stâlpi, care au incizate diferite tipuri de rozete, acesta are reprezentat un cerb. Decorația sculptată a bisericii nu se limitează doar la pridvor. Cosoarba prispei precum și grinda pridvorului sunt la rândul lor decorate. Apar motive precum cel al frânghiei sau incizii în zigzag, întrerupte în partea centrală de către reprezentarea crucii.
Intrarea în biserică se face prin latura de vest, în axul bisericii. Cadrul ușii este profilat în partea superioară sub forma unei acolade, ușa de la intrare fiind realizată din scândurele prinse cu cuie de fierărie. Acoperișul, comun pentru spațiul destinat naosului și pronaosului, este cu puțin mai scund în zona ce acoperă absida. Coama acoperișului, în extremitatea estică a naosului, respectiv a absidei altarului este decorată cu câte o cruce de metal. În partea de vest, deasupra pronaosului se află turnul clopotniță. Acesta are un plan pătrat, având un foișor ușor ieșit în afară, sprijinit pe console. Galeria foișorului este formată din șase stâlpi ce delimitează cinci deschideri. Peste foișor se înalță o fleșă ascuțită, înconjurată în cele patru colțuri ale foișorului de câte patru turnulețe mici. Cu scop decorativ, atât în partea de vest a coamei acoperișului cât și în extremitățile estice, sunt amplasate mici copertine cu baza semicirculară. De asemenea, turnul are amplasat în zona mediană un brâu, executat sub forma unei mici streașini. 
În interior, spațiul este delimitat după canoanele bisericești, regăsindu-se spațiile consacrate: pronaos, naos și absida altarului. Trecerea din pronaos spre naos se face prin cadrul ușii ce copiază forma cadrului intrării în biserică. În peretele ce desparte pronaosul de naos sunt practicate spații delimitate de mici stâlpi profilați. Trecerea din naos în absida altarului se face prin intermediul a celor trei deschideri, anume cele două perechi de uși diaconești respectiv ușile împărătești. Pentru a se obține mai mult spațiu util, în jumătatea vestică a naosului a fost construit corul. Acoperirea spațiului interior se realizează prin intermediul unui tavan de scânduri pentru pronaos, o boltă semicilindrică pentru naos iar pentru absida altarului prin intermediul unei bolți semicilindrice, mai scundă decât cea din naos, terminată spre răsărit prin trei fâșii curbe.
Pictura interioară este relativ săracă. În pronaos, pe peretele ce desparte pronaosul de naos, deasupra spațiilor destinate ascultării și vizualizări slujbei sunt redate pilda fecioarelor înțelepte. Bolta naosului este decorată prin reprezentarea, în cele patru colțuri ale celor patru evangheliști încadrați în nori și șezând. Au plete mari, nimb în jurul capului, mustață și barbă mare, îmbrăcămintea fiind largă, cu falduri. Deasupra fiecăruia scrie, în limba română cu caractere chirilice, numele celui reprezentat. În spațiile dintre evangheliști au fost reprezentate Mutarea lui Enoch respectiv Sfântul Ilie într-un car tras de doi cai. Pe fiecare parte a naosului sunt așezate în rând tablouri ce prezintă scene din patimile Mântuitorului. De remarcat faptul că în partea inferioară a tabloului este scris în limba română, cu caractere chirilice și în limba latină versetul din evanghelie reprezentat. Iconostarul conține, pe lângă icoanele împărătești obișnuite, un singur nivel în care sunt reprezentați cei doisprezece apostoli având la mijloc pe Isus Hristos. Deasupra este redată Răstignirea, Sfânta Fecioară Maria și Sfântul Apostol Ioan fiind reprezentați de o parte și de alta a acesteia. Modelul utilizat pentru ușile împărătești a fost preluat și pentru realizarea ușilor diaconești, toate acestea fiind realizate sub forma unor traforuri, fiind reprezentată astfel vița de vie cu ciorchini ce susține medalioane pe care sunt pictate figuri de sfinți.
În absida altarului nu se mai păstrează decorul pictat. Cu toate acestea se pot remarca cum îmbinările dintre fâșiile curbe și bolta absidei au fost scoase în evidență prin marcarea lor cu ajutorul unei dungi colorate în nuanțe de roșu, galben și verde. Pe peretele nordic al absidei, deși fragmentar, poate fi deslușită o inscripție. Aceasta indica numele pictorului și data când biserica și-a căpătat podoaba pictată. Se disting astfel următoarele: " .... în anul 189... Dionisius Iuga cant. et zograv de Niculea ...". Din păcate nu se păstrează data exactă când a fost realizată pictura sau alte informații, dar trebuie amintit faptul că același zugrav a pictat biserici în mai multe zone ale Transilvaniei, din Hunedoara unde a pictat biserica de lemn din Sulighete, în bazinul Crișului Repede - biserica de lemn din Bucea, la anul 1880, biserica de lemn din Valea Crișului în anul 1876, biserica de lemn din Hotar în anul 1881 și biserica de lemn din Remeți în anul 1879, și până în Maramureș, unde pictează biserica de lemn din Botiza în anul 1899. 

## Imagini

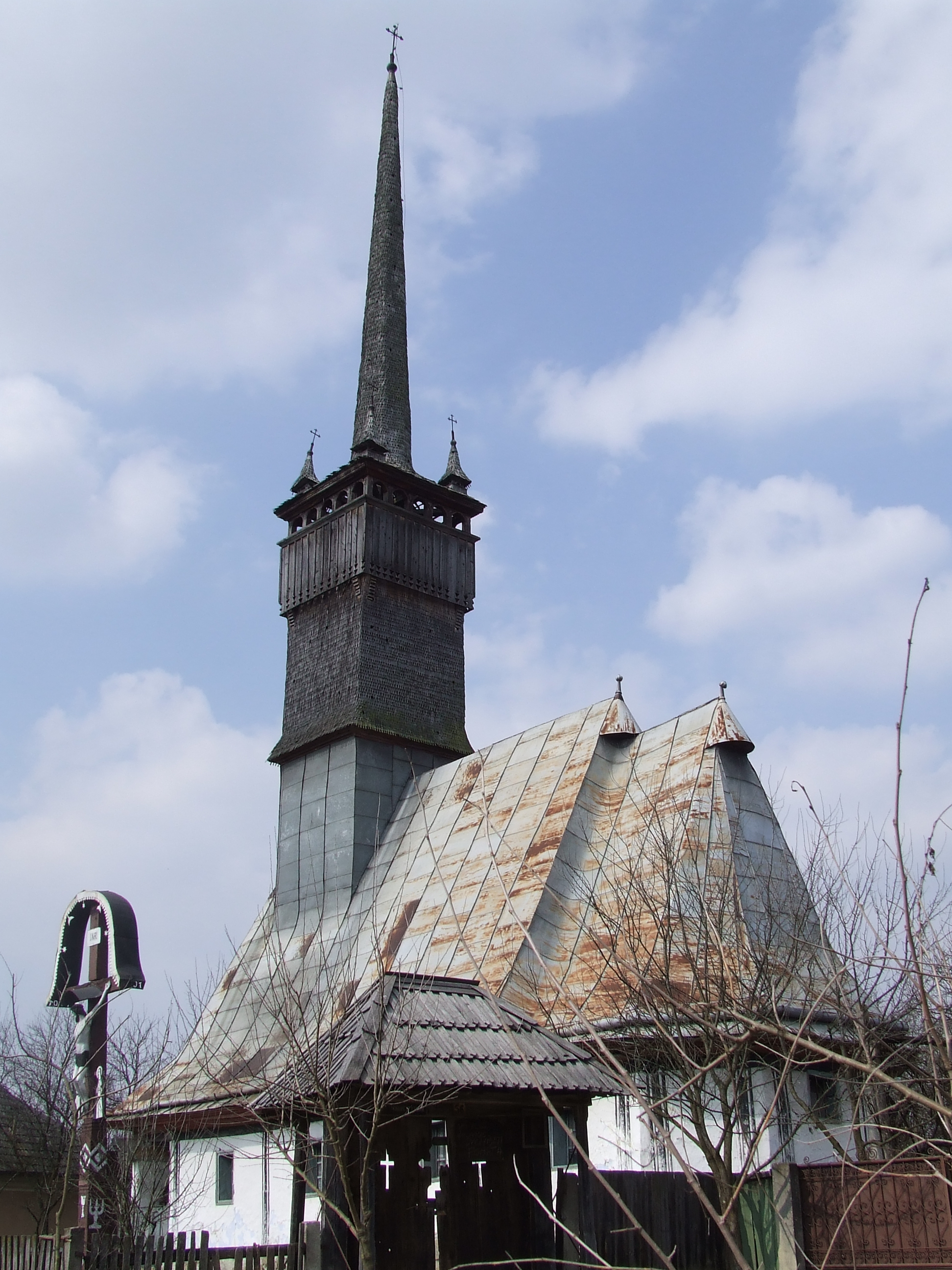
Biserica, în anul 2007
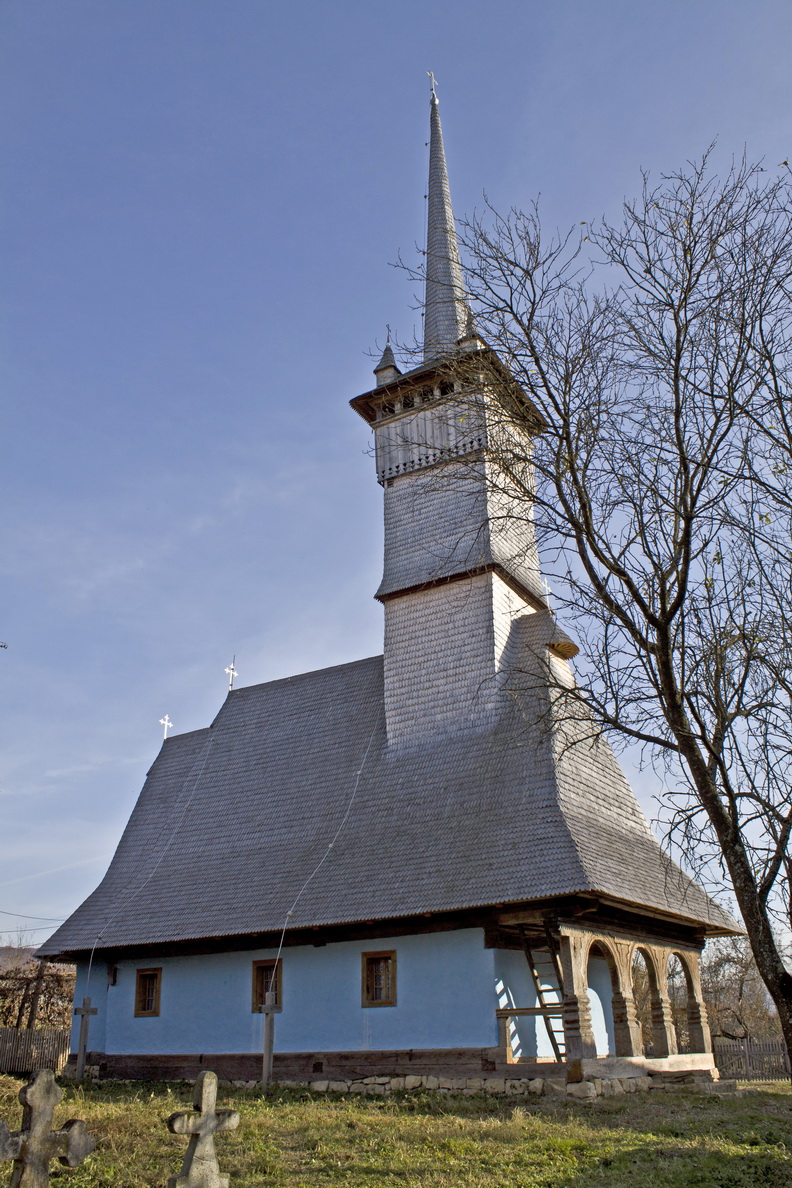
Vedere din nord-vest
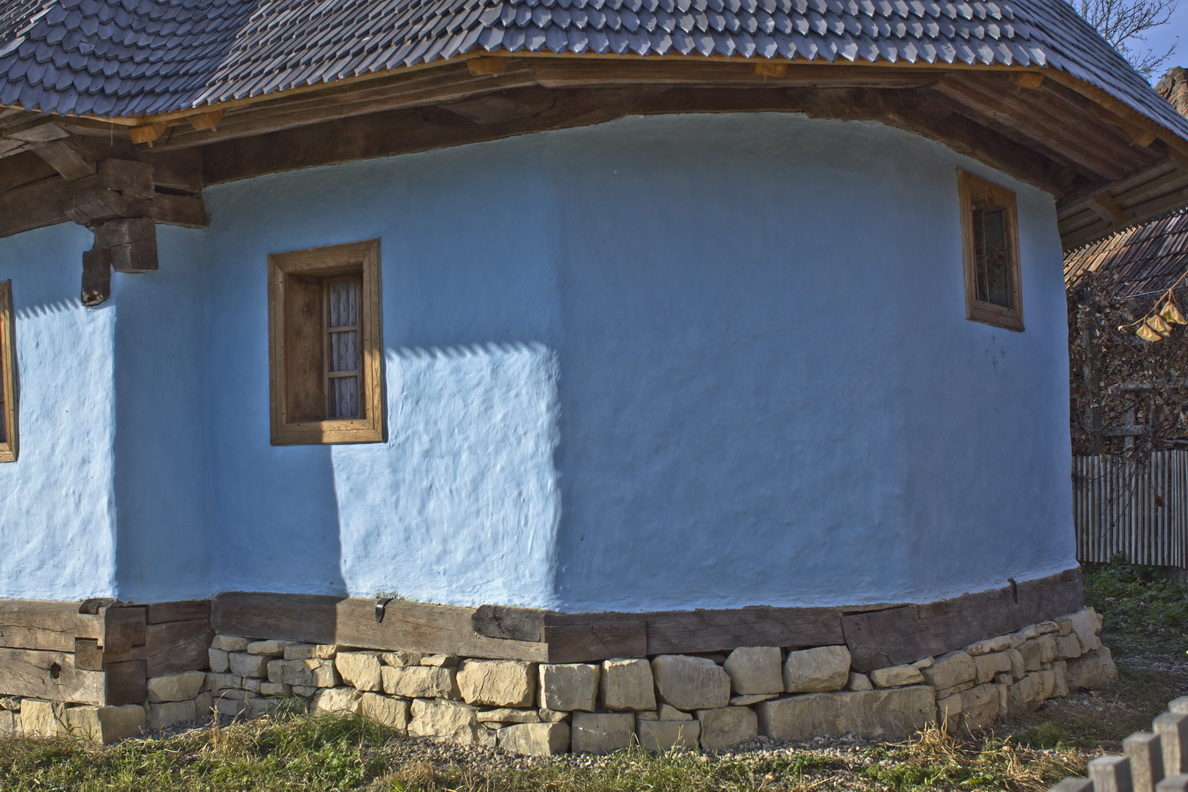
Absida altarului
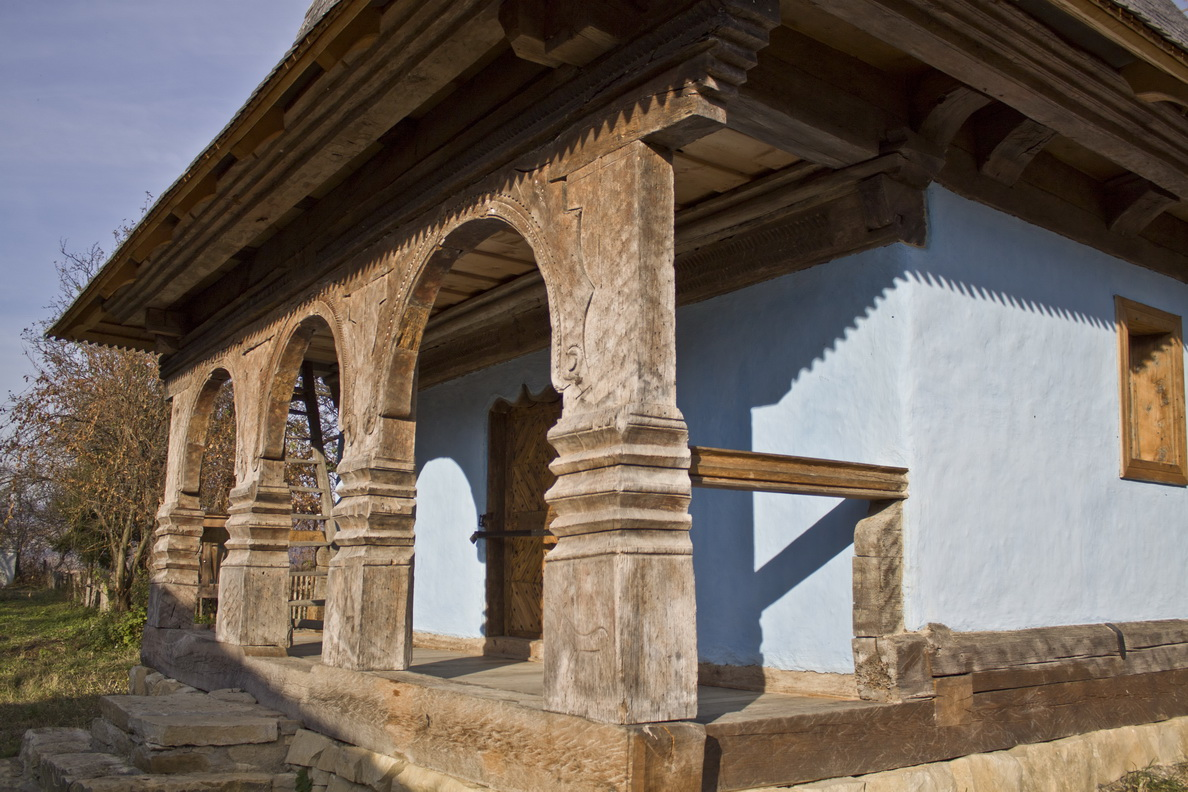
Pridvorul
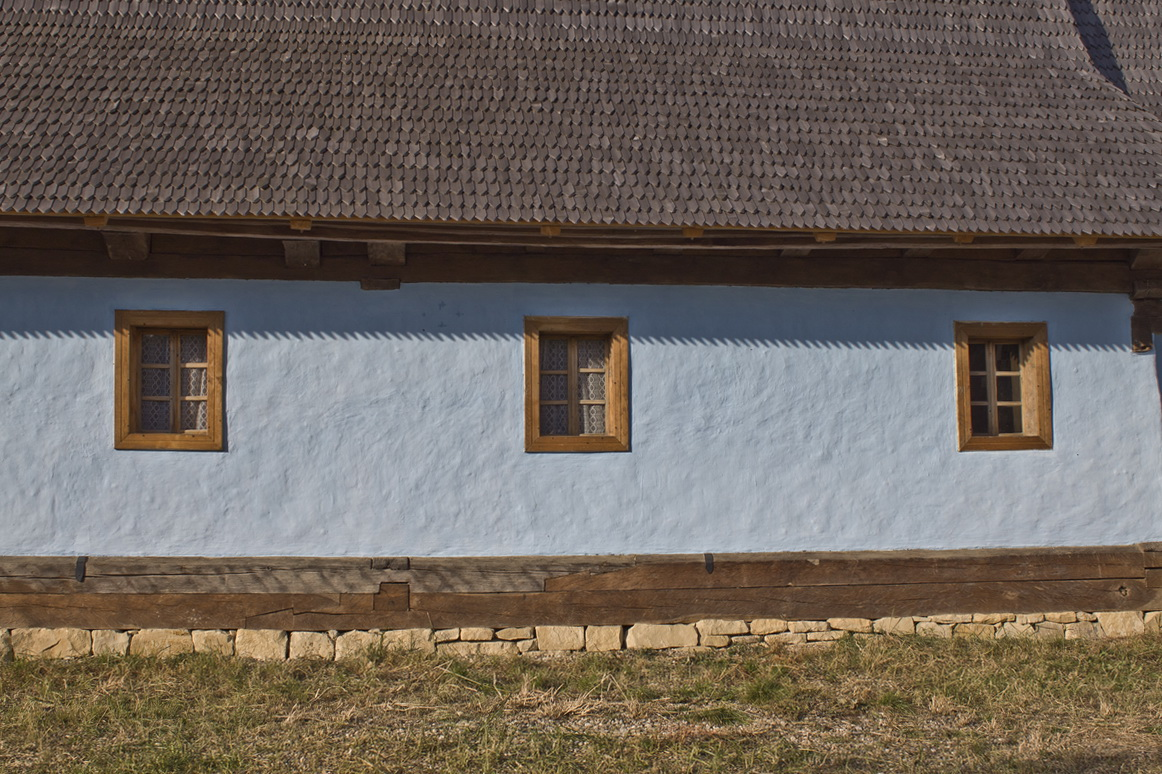
Latura de sud a bisericii
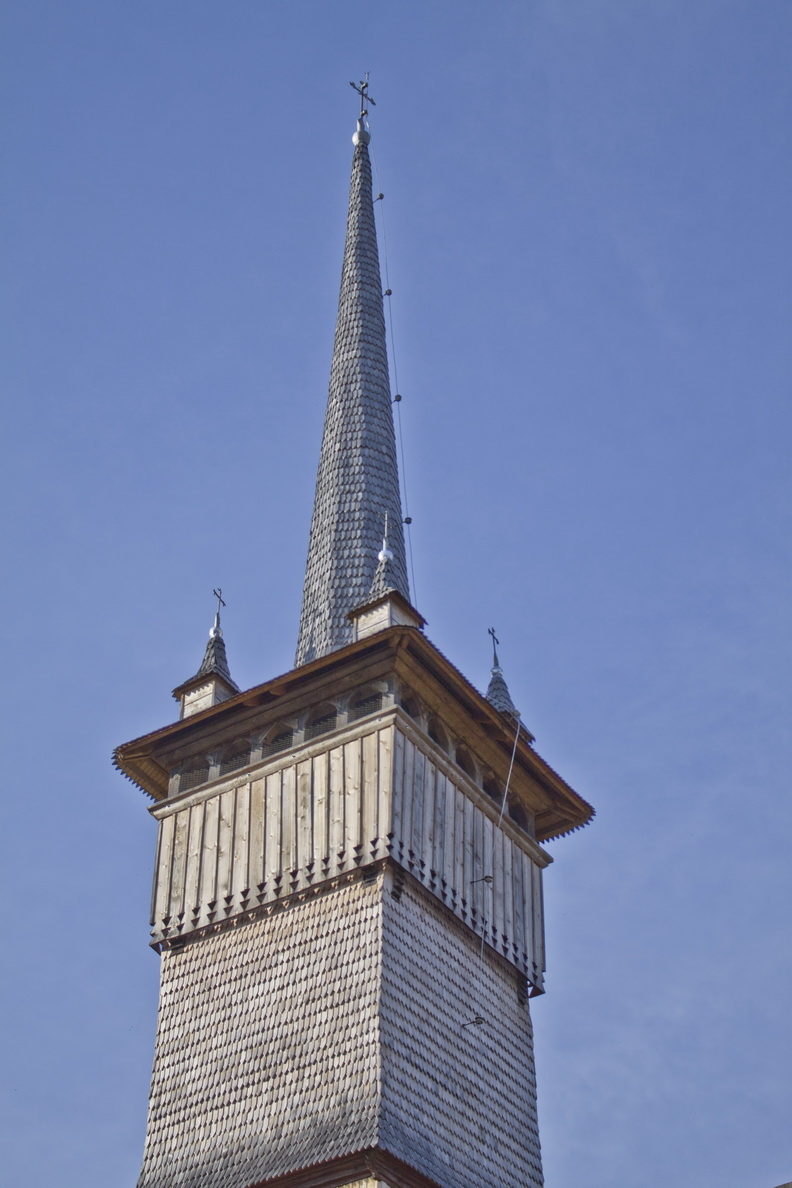
Turnul clopotniței
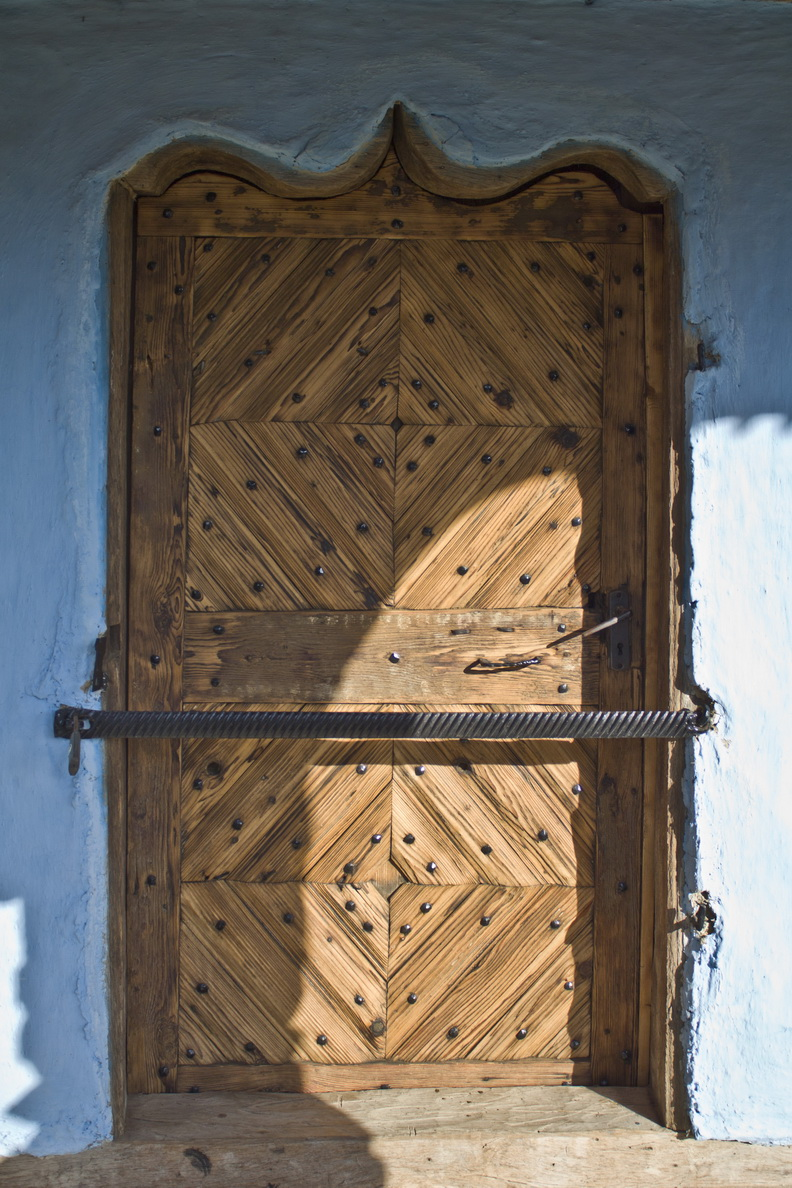
Intrarea în biserică
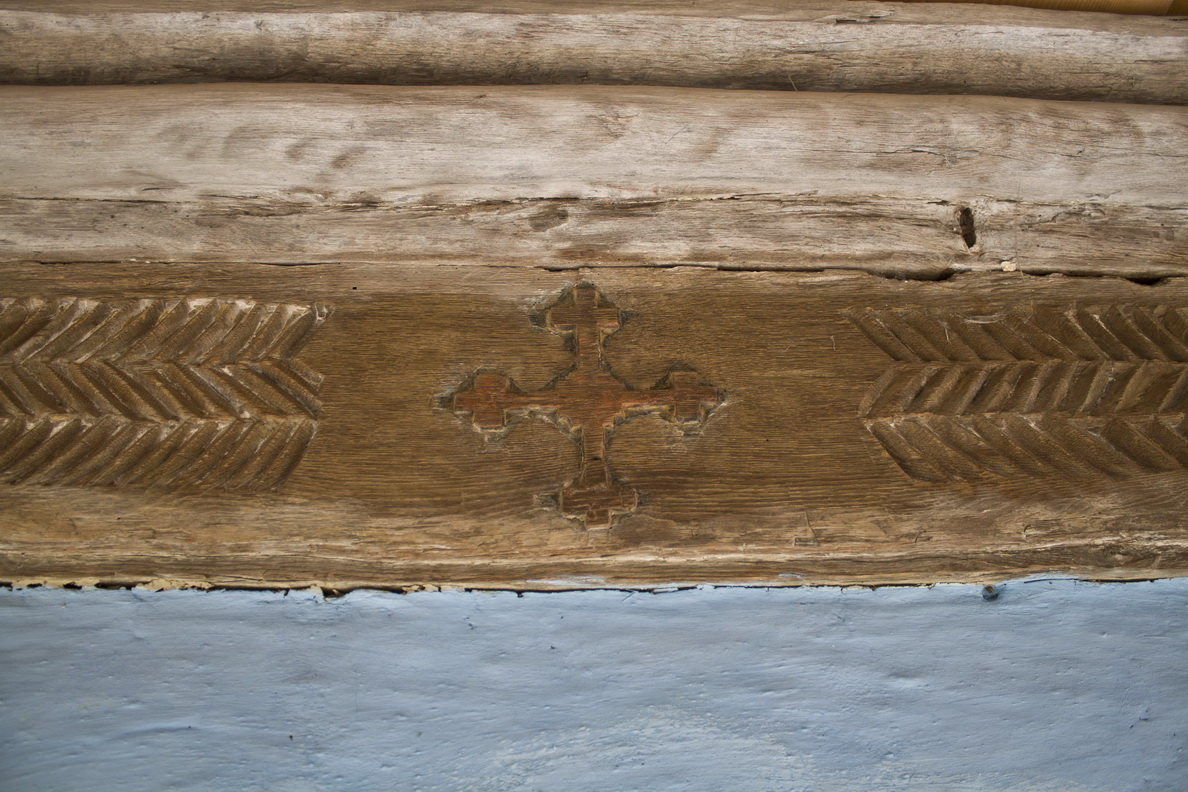
Decor deasupra intrării
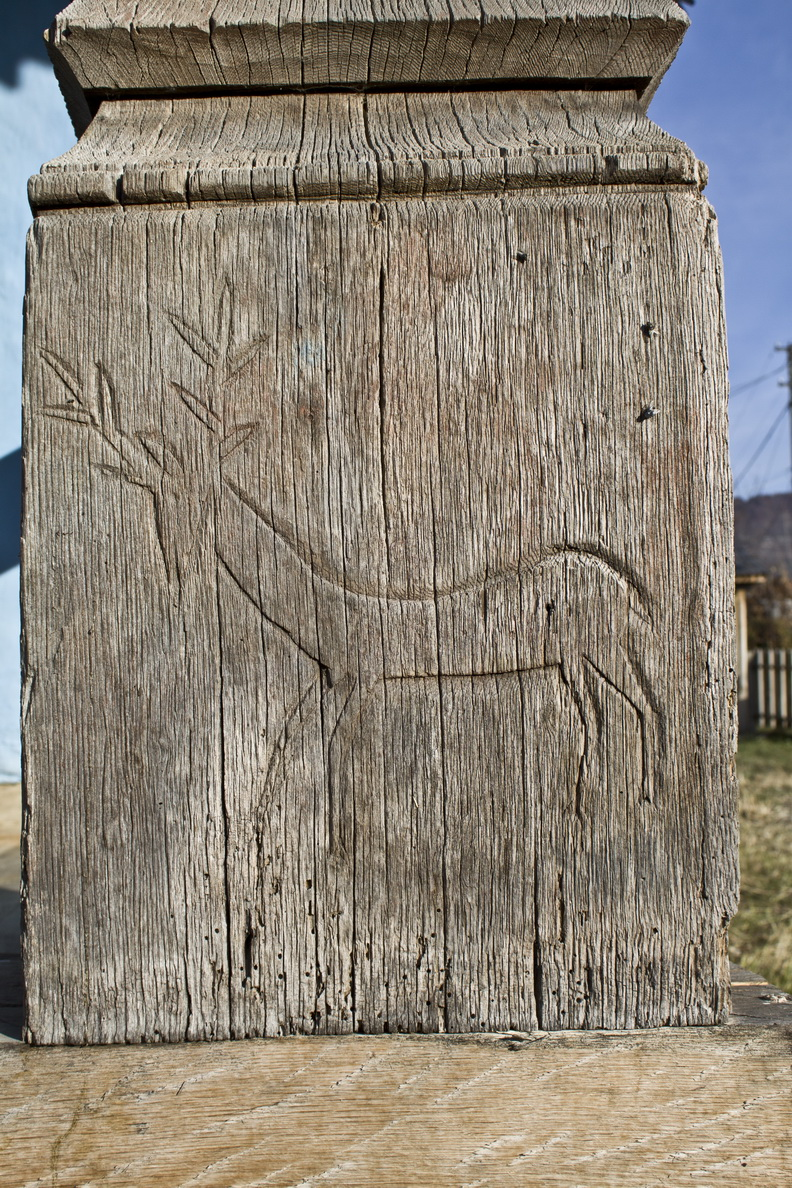
Detaliu pridvor
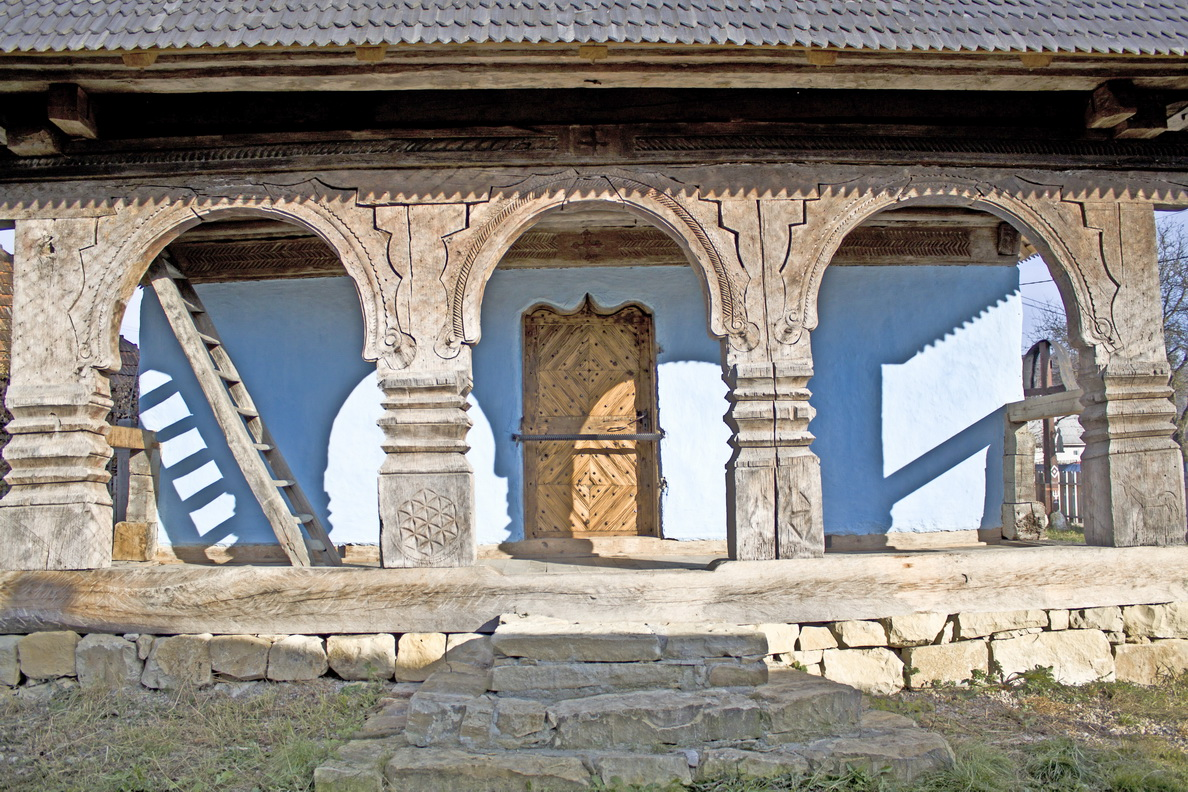
Pridvorul
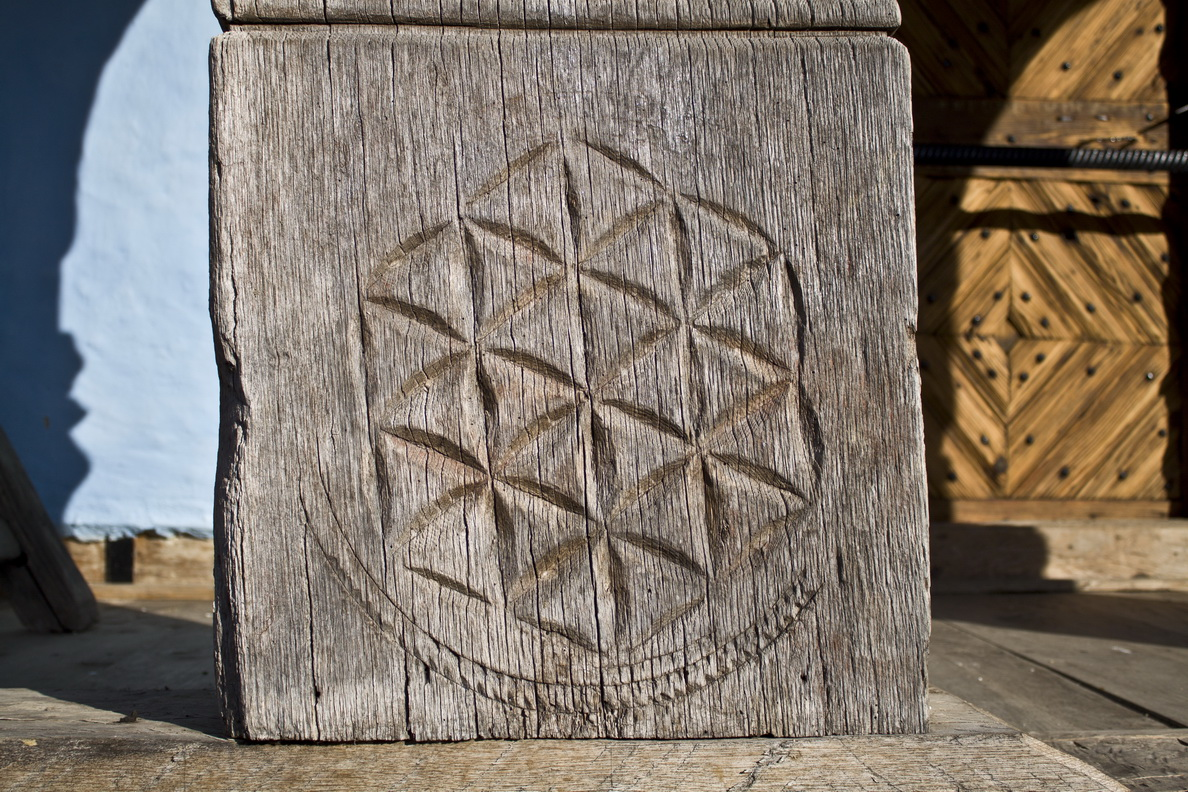
Detaliu pridvor
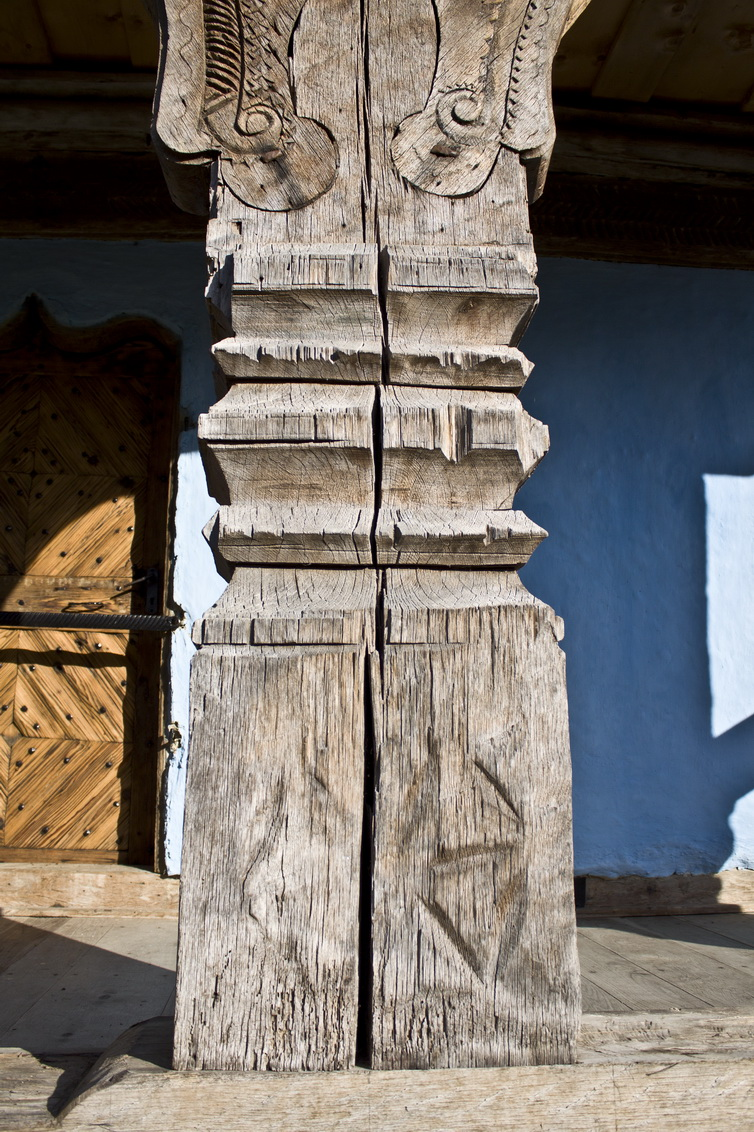
Detaliu stâlp
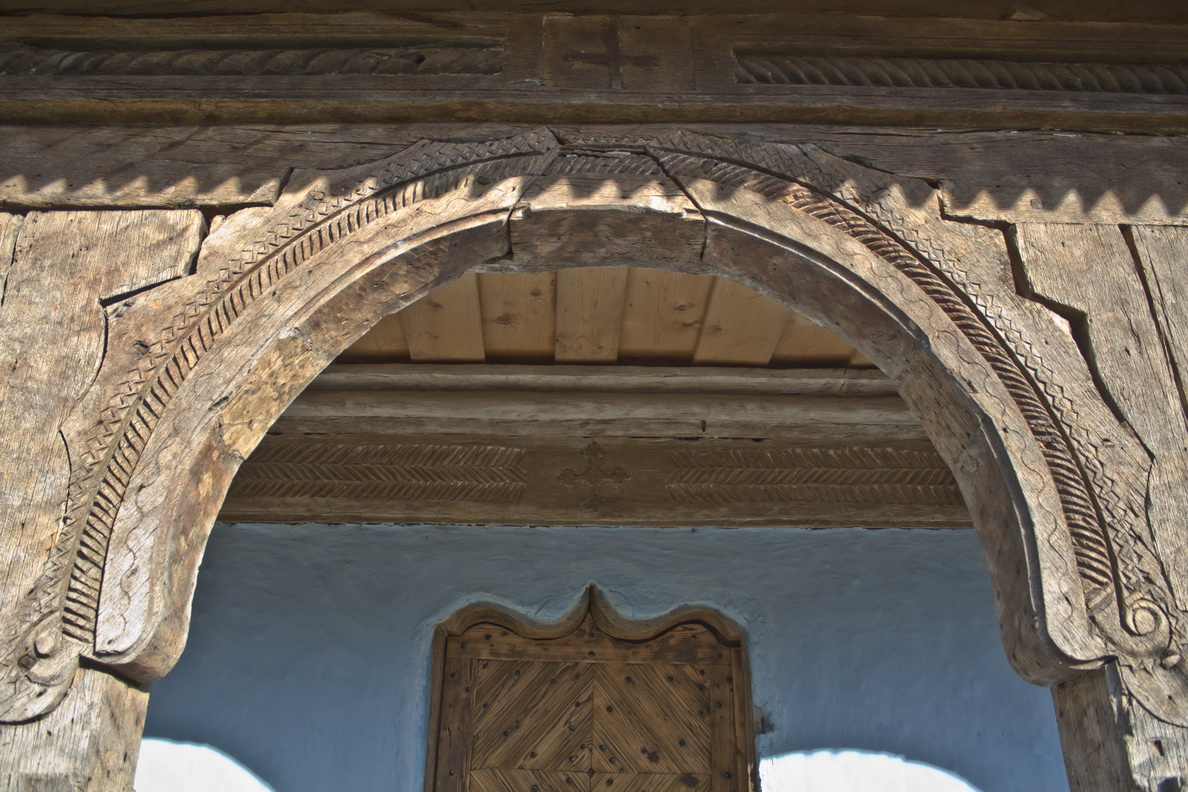
Detaliu pridvor
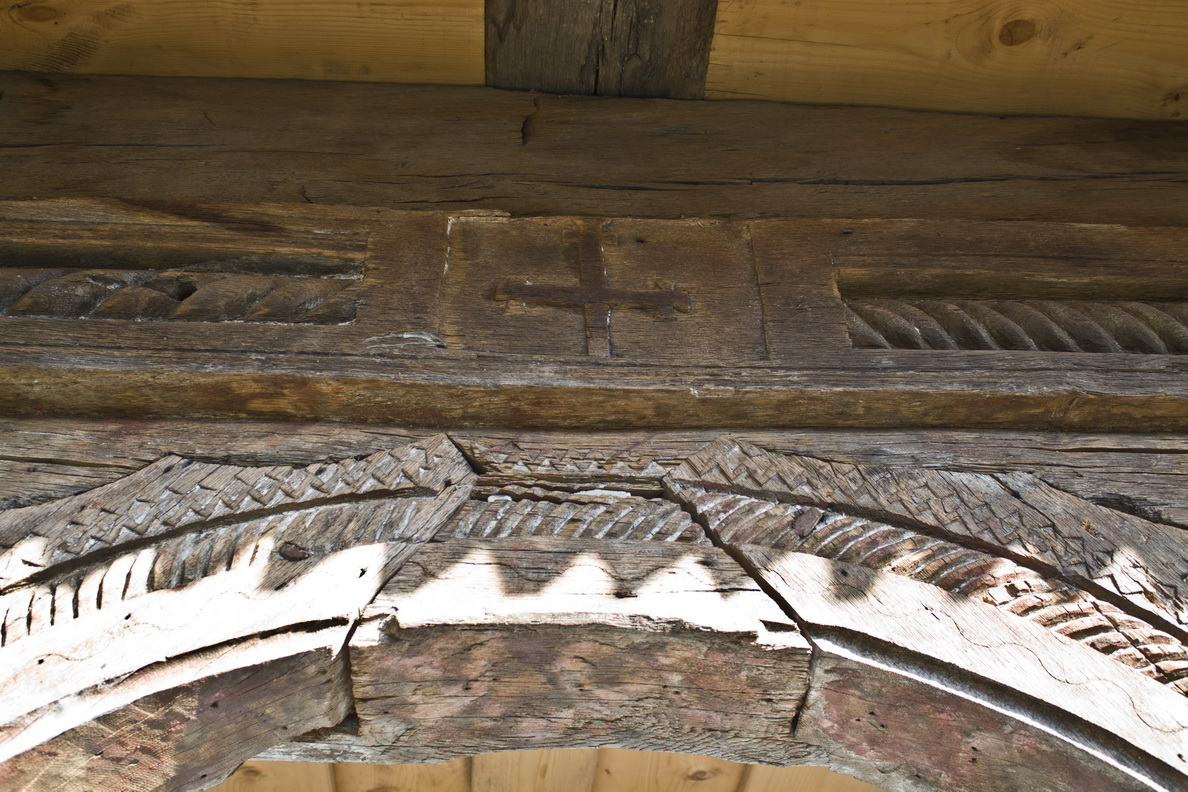
Ornamente
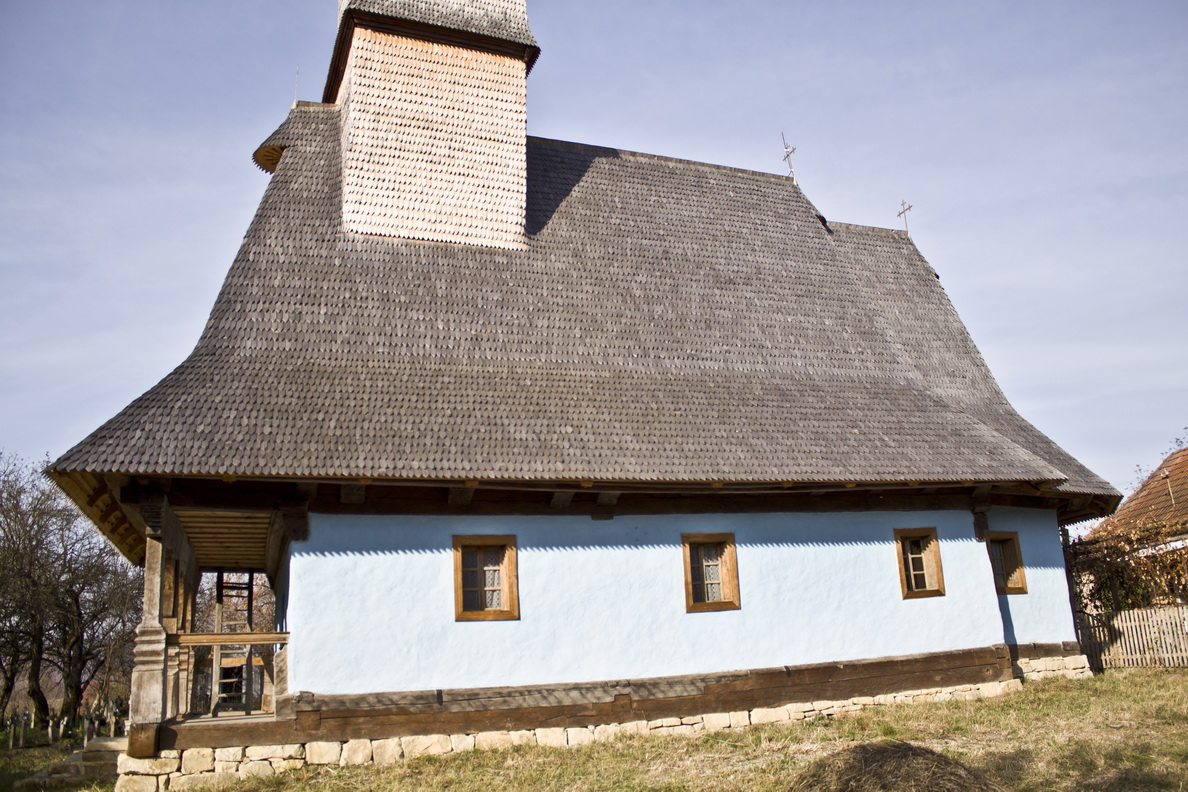
Butea bisericii
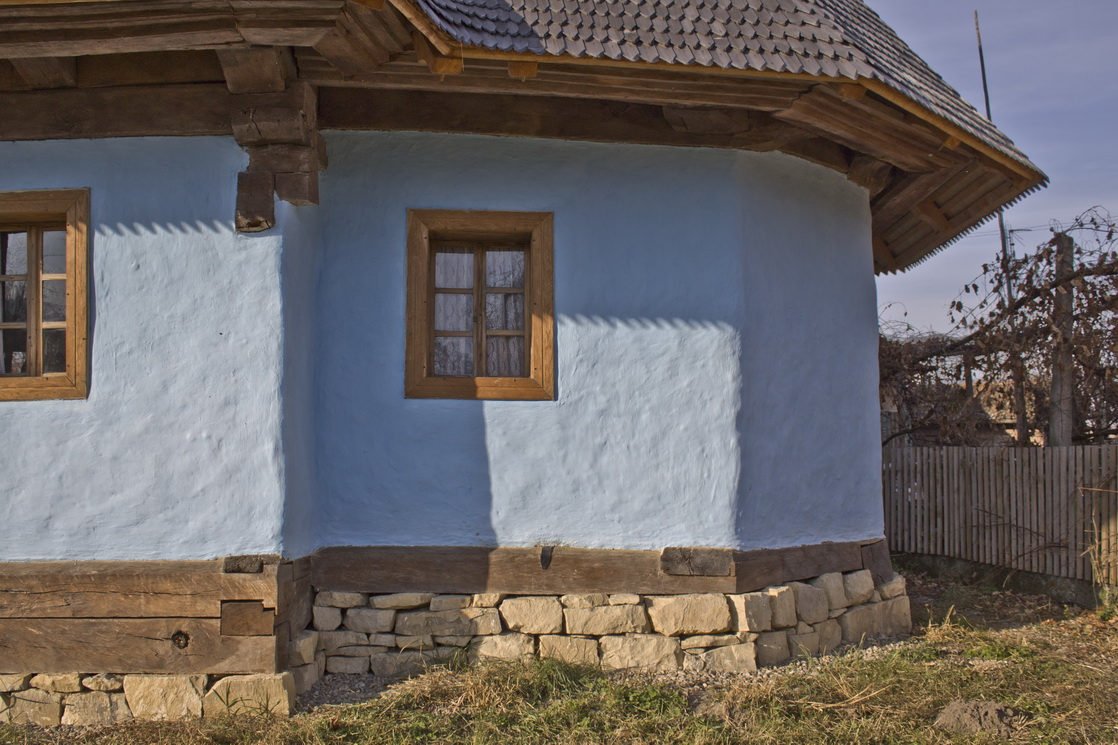
Vedere laterală a absidei altarului
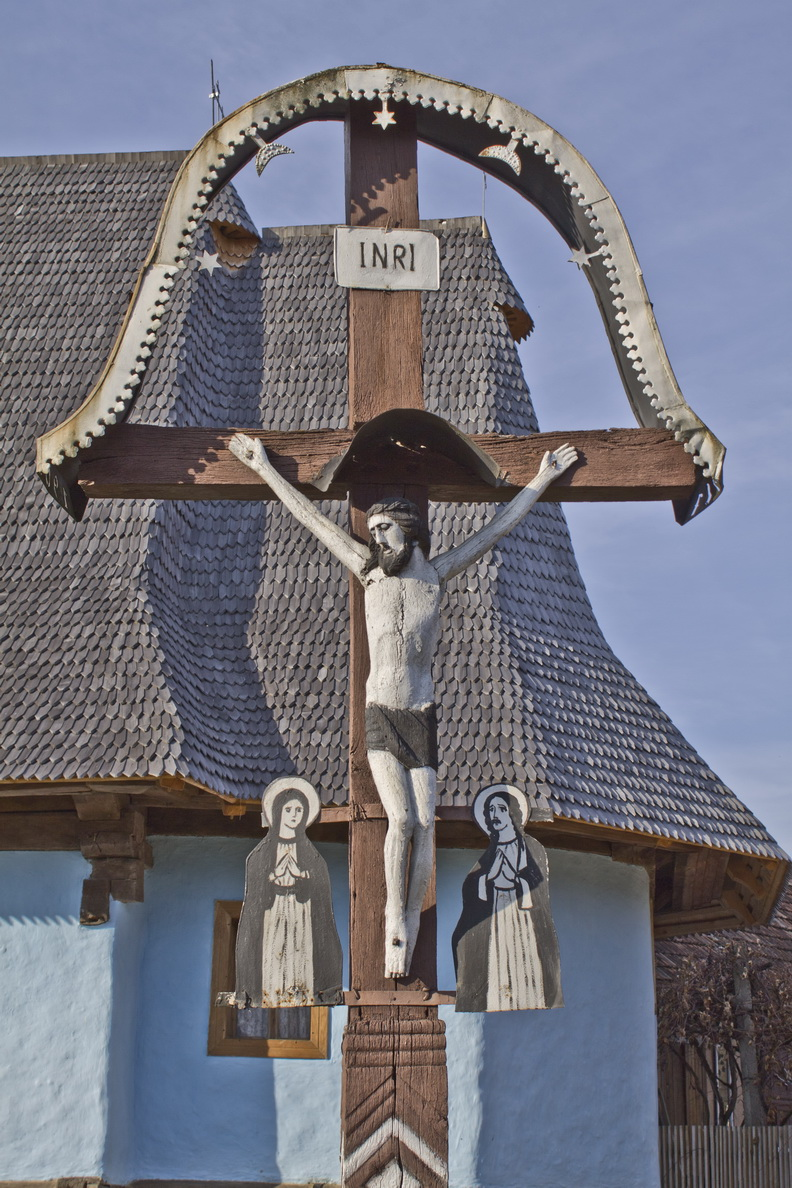
Cruce
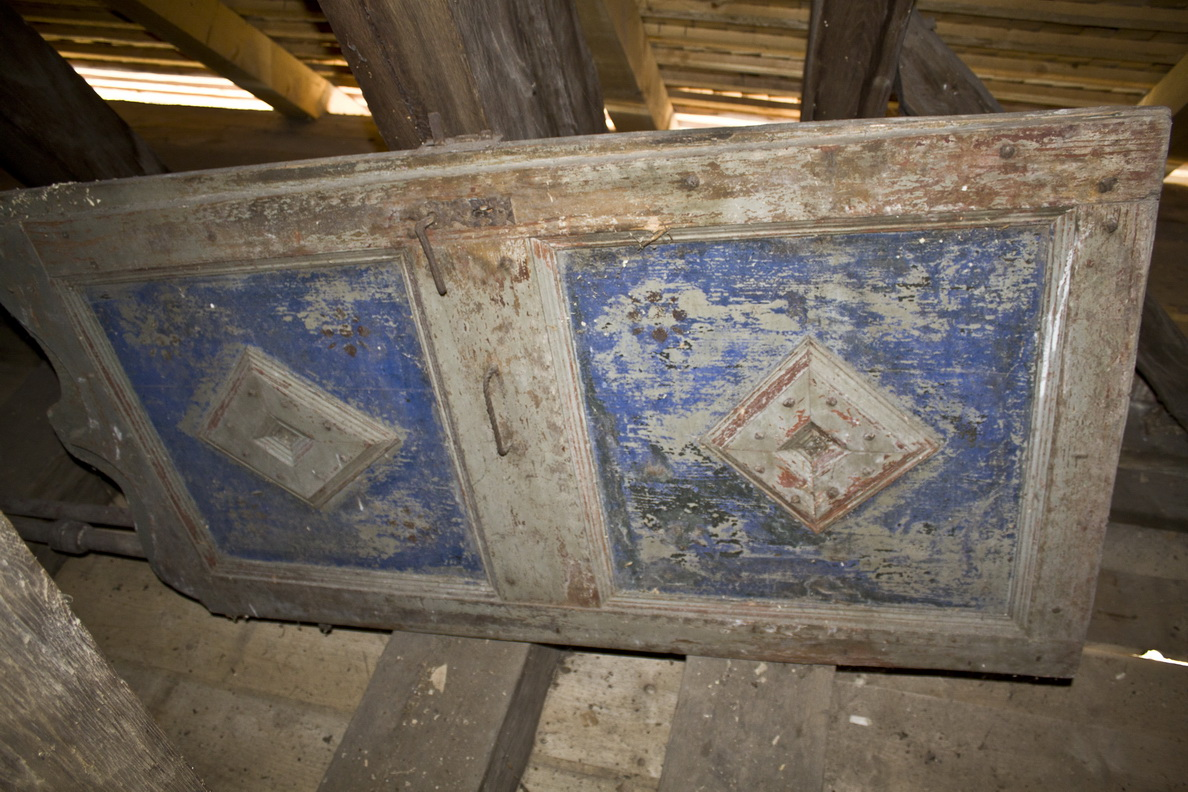
În podul bisericii. Vechea ușă dintre naos și pronaos
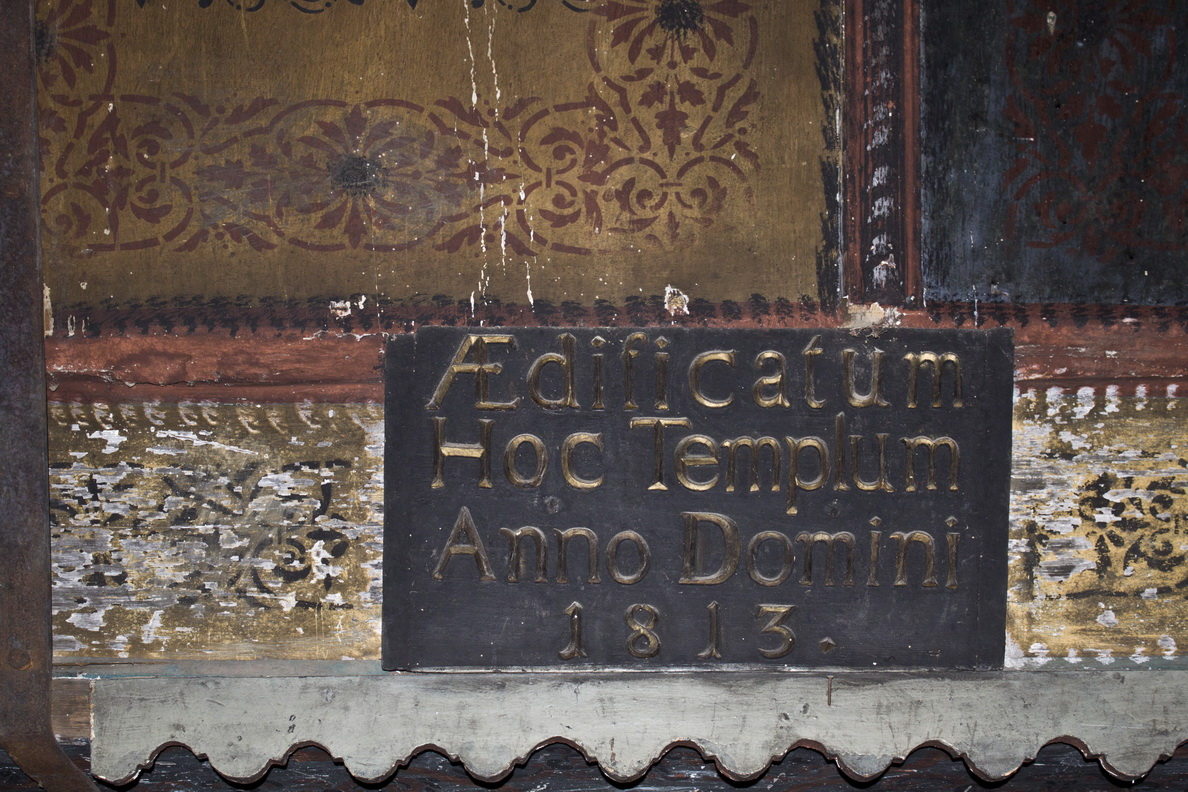
Placa care amintește anul edificării bisericii
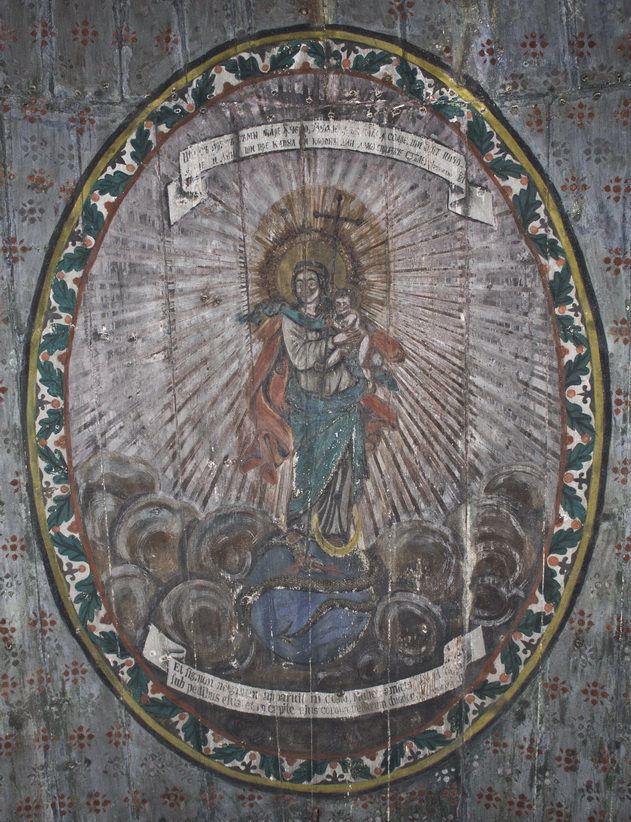
Pictura bolții naosului
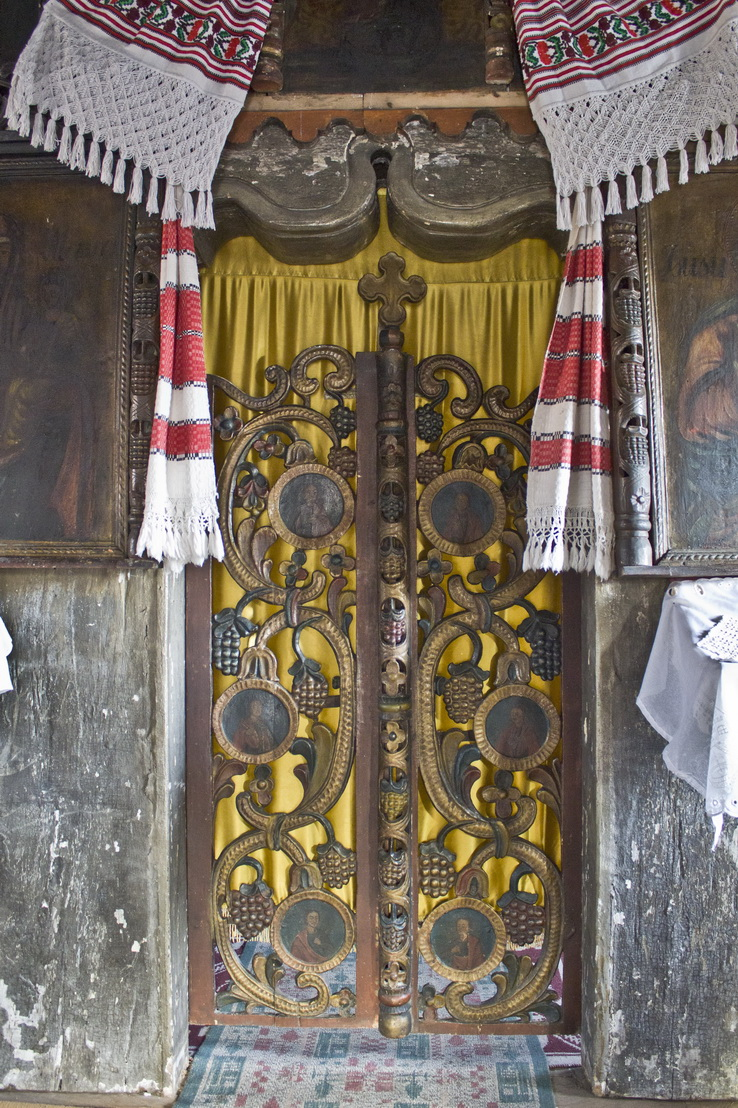
Ușile împărătești
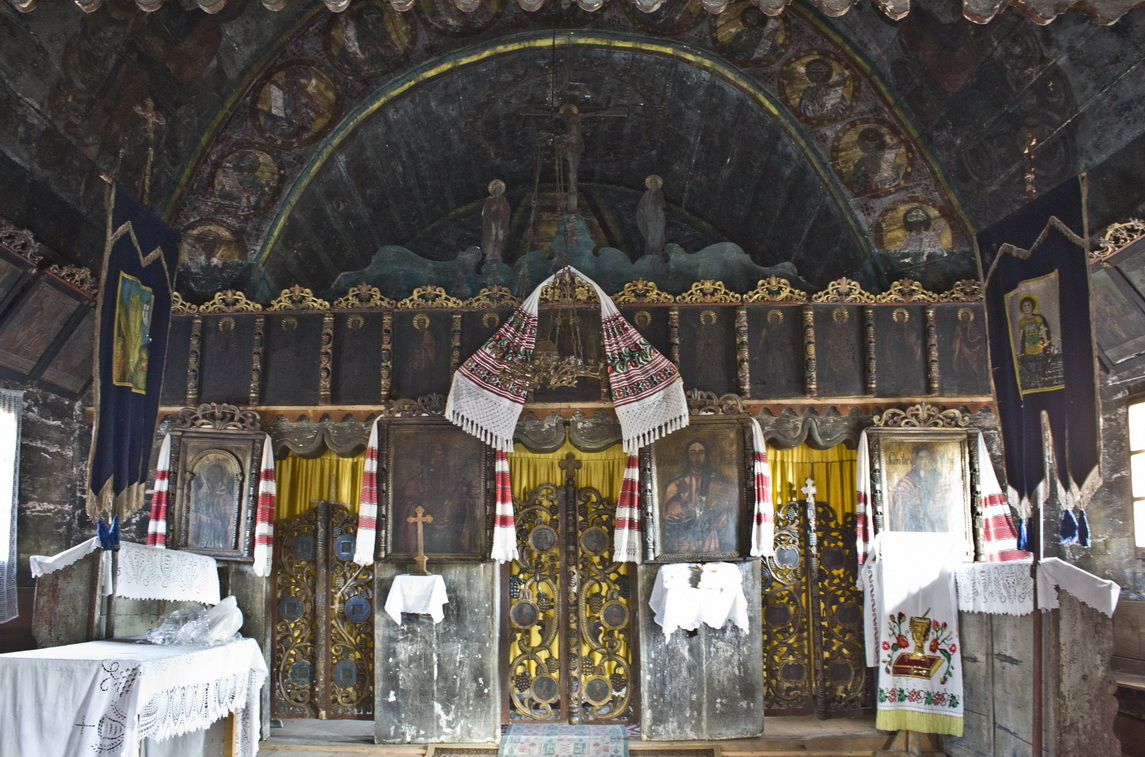
Vedere din naos spre iconostas
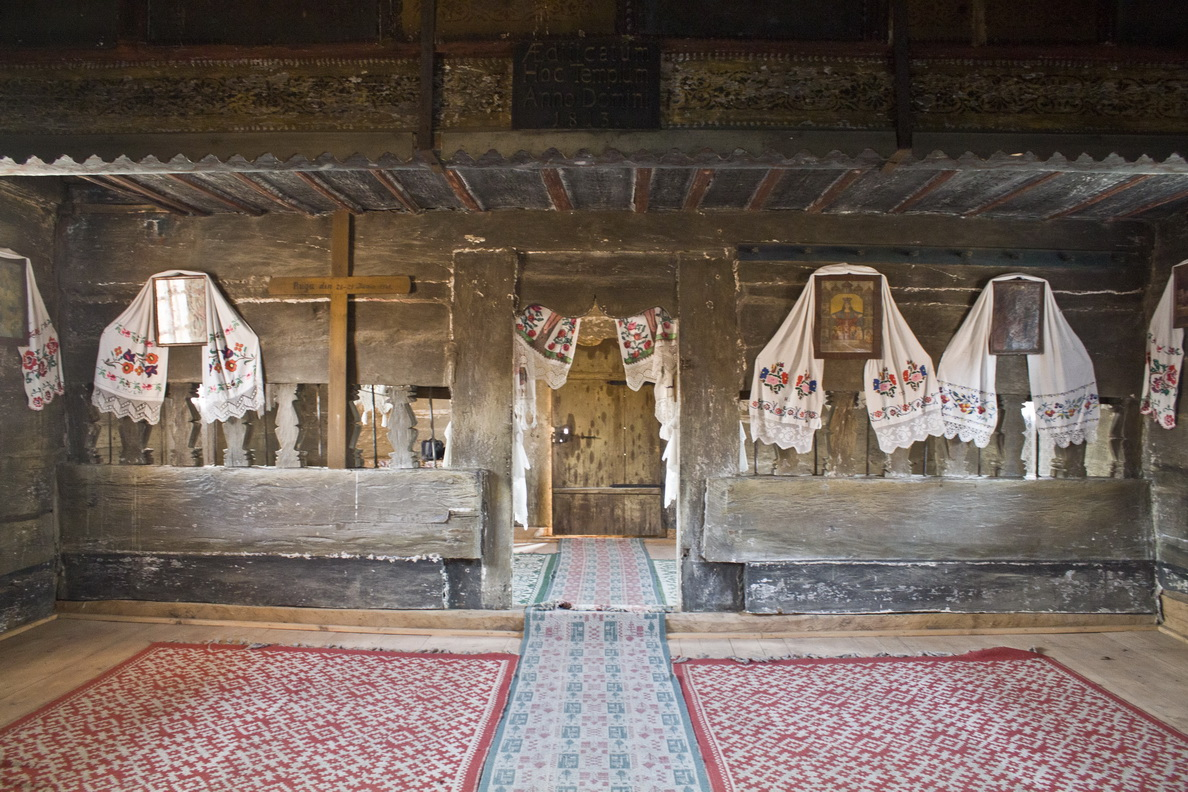
Vedere din naos spre pronaos
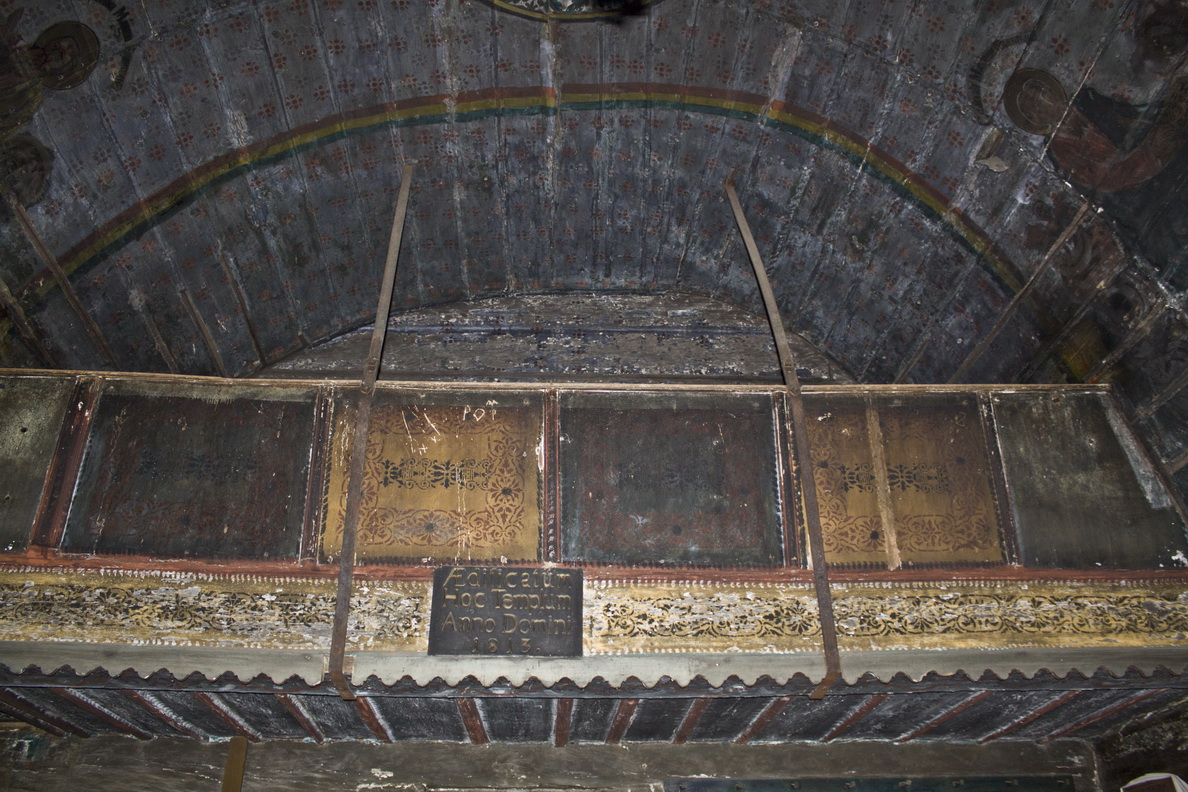
Corul bisericii
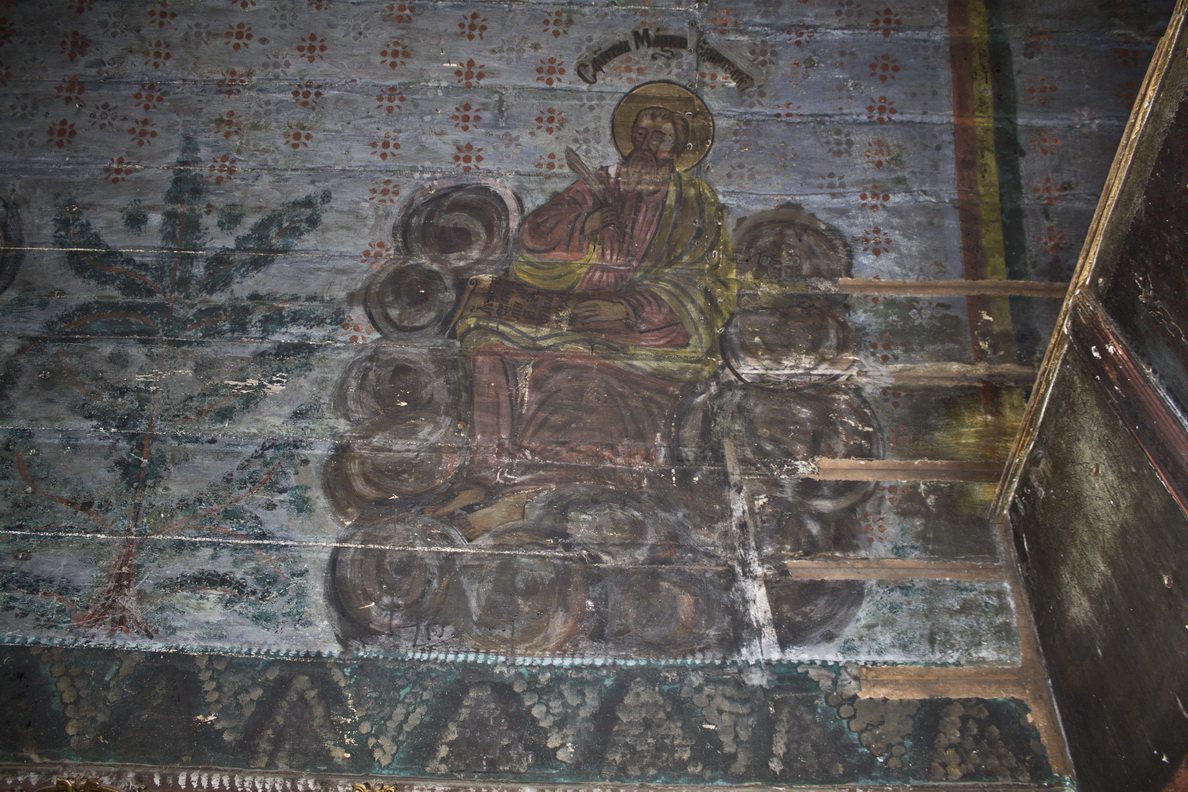
Sfântul Evanghelist Marcu
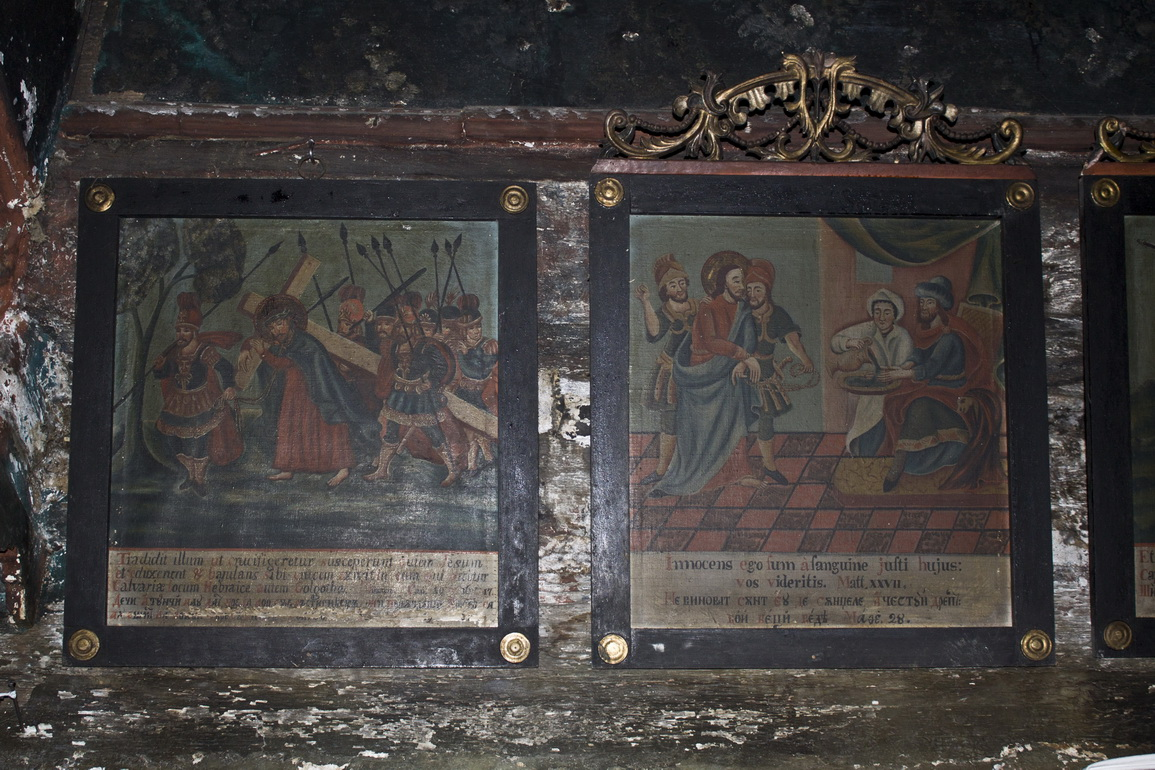
Scene din patimile lui Isus Hristos
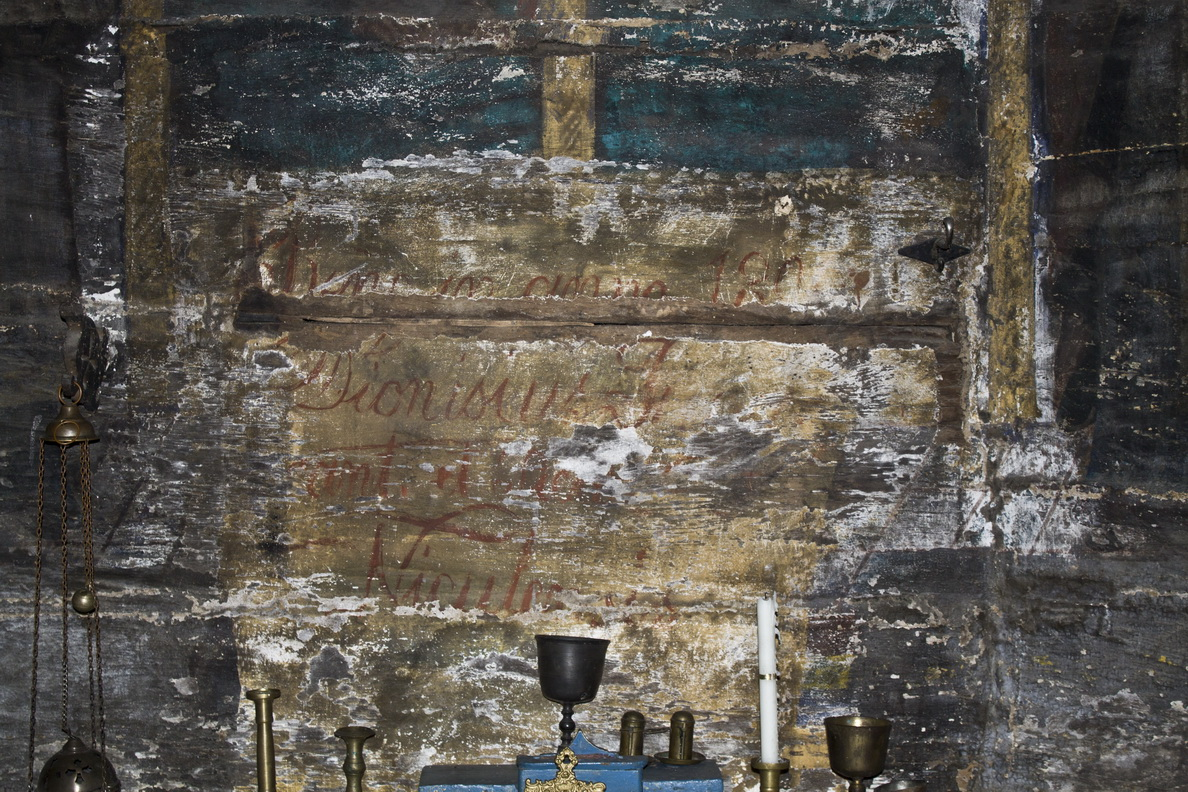
Semnătura zugravului Dionisie Iuga
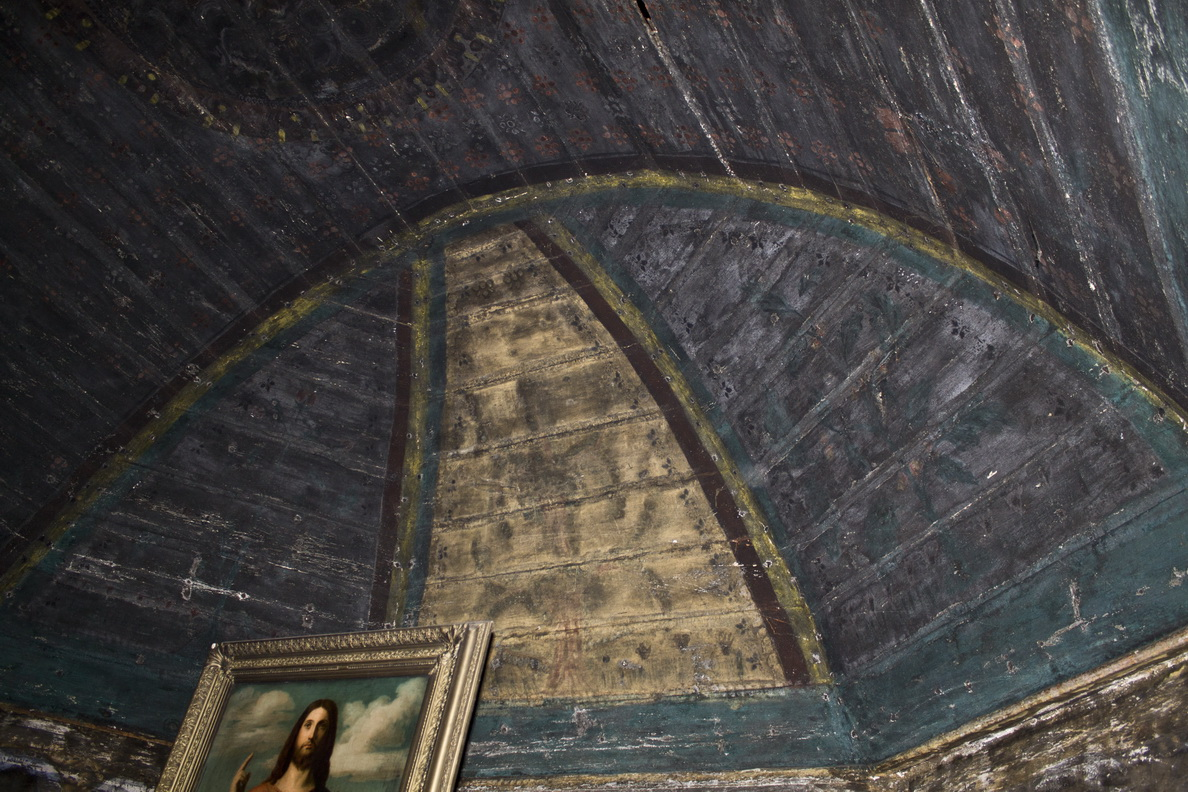
Închiderea bolții altarului
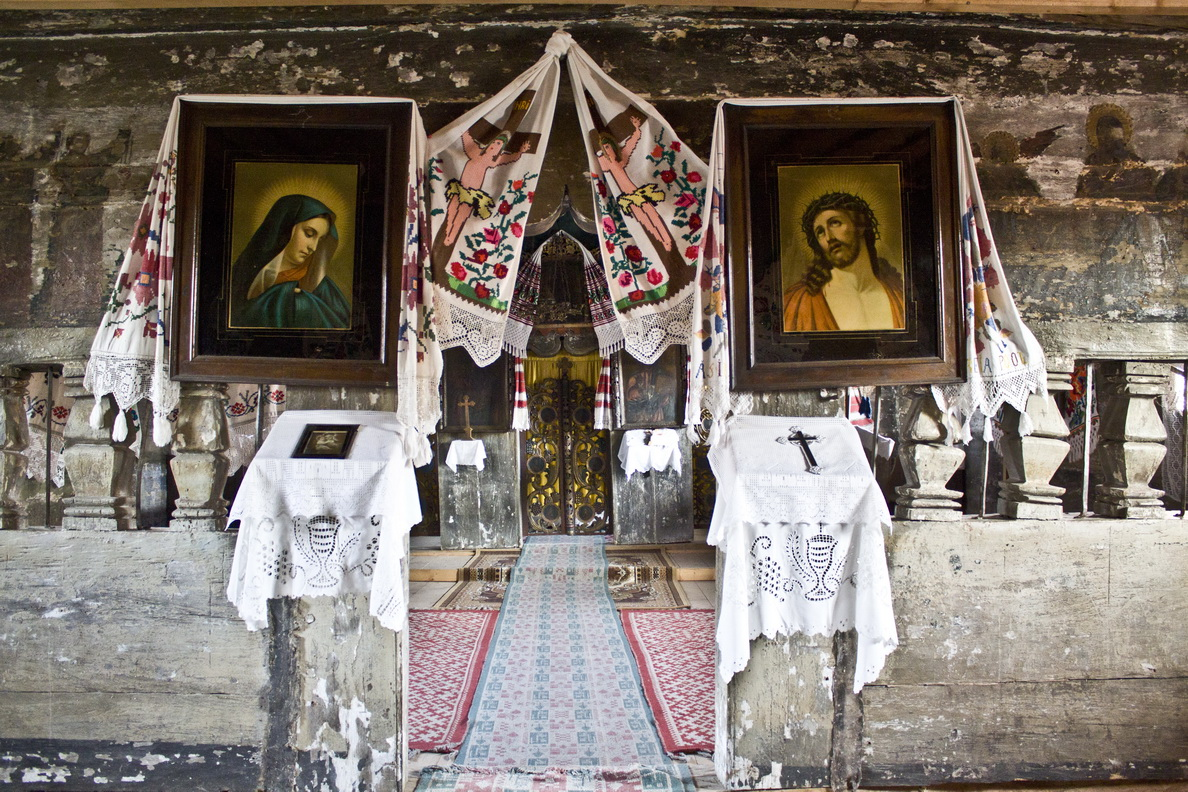
Trecerea din pronaos în naos
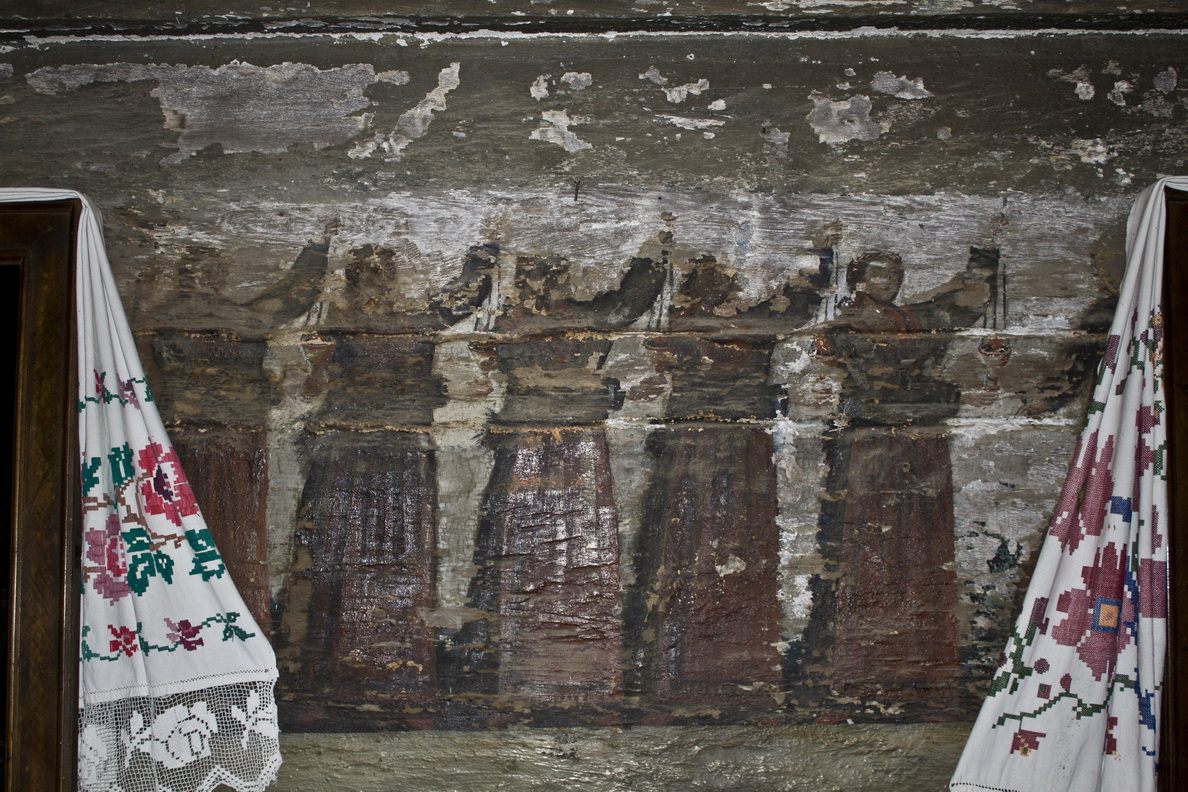
Detaliu din pictura pronaosului